# ダリオ・カタルド
ダリオ・カタルド（Dario Cataldo、1985年3月17日 - ）は、イタリア、ランチャーノ出身の自転車競技（ロードレース）選手。

## 来歴

### 2006年
- ベビー・ジロ 総合優勝

### 2007年
リクイガスと契約。
- ルント・ウム・デン・ヘニンガー＝トゥルム 3位
- ツール・ド・ラヴニール 総合10位、区間2勝(第2、7)
- ジロ・ディ・ロンバルディア 21位

### 2008年
- クラシカ・プリマベーラ 20位
- コッパ・アゴストーニ 18位

### 2009年
- クイックステップに移籍。
- バスク一周 総合28位
- フレッシュ・ワロンヌ 22位
- ツール・ド・ロマンディ 総合22位
- オーストリア一周 総合20位

### 2010年
- グラン・プレミオ・ブルーノ・ベゲッリ 優勝

### 2011年
- ジロ・デ・イタリア 総合13位
- ツアー・オブ・北京 総合9位

### 2012年
- カタルーニャ一周 総合9位
- ジロ・デ・イタリア 総合12位
- イタリア選手権・個人タイムトライアル 優勝
- ブエルタ・ア・エスパーニャ・第16ステージ 優勝

### 2013年
- チームスカイに移籍。

### 2015年
- アスタナ・プロチームに移籍。

### 2018年
- クリテリウム・デュ・ドーフィネ　 山岳賞

### 2019年
- ジロ・デ・イタリア 区間優勝（第15ステージ）

### 2020年
- モビスター・チームに移籍。

### 2022年
- トレック・セガフレードに移籍。

### グランツールの総合成績
| グランツール               | 2008 | 2009 | 2010 | 2011 | 2012 | 2013 | 2014 | 2015 | 2016 | 2017 | 2018 | 2019 |
| -------------------------- | ---- | ---- | ---- | ---- | ---- | ---- | ---- | ---- | ---- | ---- | ---- | ---- |
| ジロ・デ・イタリア         | DNF  | 54   | DNF  | 12   | 12   | 56   | 26   | 25   | —    | —    | —    | 48   |
| ツール・ド・フランス       | —    | —    | —    | —    | —    | —    | —    | —    | —    | DNF  | —    |      |
| ブエルタ・ア・エスパーニャ | —    | —    | 71   | 131  | 51   | 74   | DNF  | 57   | 51   | —    | 64   |      |